# Escola Superior de Guerra
A Escola Superior de Guerra (ESG), criada em 20 agosto de 1949 pela Lei 785/49, é o Instituto de Altos Estudos de Política, Defesa e Estratégia, integrante do Ministério da Defesa do Brasil. A Escola destina-se a desenvolver e consolidar os conhecimentos necessários ao exercício de funções de direção e assessoramento superior para o planejamento da Defesa Nacional, nela incluídos os aspectos fundamentais da Segurança e do Desenvolvimento.
A ESG funciona como centro de estudos e pesquisas, a ela competindo planejar, coordenar e desenvolver os cursos que forem instituídos pelo Ministro de Estado da Defesa. A Escola não desempenha função de formulação ou execução da Política do País. Seus trabalhos são de natureza exclusivamente acadêmica, sendo um foro democrático e aberto ao livre debate.

## Histórico
Em 1948, o general Salvador César Obino visitou o National War College, nos Estados Unidos. Com o final da Segunda Guerra Mundial, o mundo foi tomado pela ideologia da Guerra Fria e pela bipolaridade. Os blocos ainda não estavam bem delineados, e no caso do Brasil, já havia tendências de viradas, ora para um lado, ora para outro. Os militares brasileiros na época, por uma questão de escola militar, tinham a tendência ao conservadorismo, e naturalmente se alinharam aos militares estadunidenses, com quem se identificaram, principalmente pelo treinamento de oficiais brasileiros no National War College durante o tempo em que trabalharam em conjunto na Segunda Guerra Mundial.
A origem da Escola Superior de Guerra prende-se ao Curso de Alto Comando, criado em 1942 pela Lei de Ensino Militar. Na época, ele era voltado apenas a Generais e Coronéis do Exército. O curso hibernou até 1948, quando Gen. Salvador César Obino, então Chefe do Estado-Maior das Forças Armadas, e um grupo de militares ilustres, tendo à frente o Gen. Oswaldo Cordeiro de Farias, lançam as bases para se estabelecer a implantação de um Instituto Nacional de Altos Estudos no Brasil direcionado para o binômio Segurança e Desenvolvimento. Essas bases foram moldadas de acordo com as premissas da National War College. O instituto tinha a intenção de funcionar como um centro permanente de pesquisa e de debates de problemas brasileiros.
Em dezembro de 1948, um grupo de militares brasileiros, do qual faziam parte três norte-americanos, liderados pelo General Oswaldo Cordeiro de Farias, elaboraram o anteprojeto do regulamento da ESG. Durante os estudos para a redação do Regulamento da Escola, novas idéias surgiram centradas em um documento do TC Idálio Sardemberg, sob o título Princípios Fundamentais da Escola Superior de Guerra. De acordo com este documento, o desenvolvimento não dependia só de fatores naturais, mas principalmente de fatores culturais e, sobretudo, na capacidade dos homens chamados para as funções de direção, de transformar os hábitos de trabalho até então vigentes, a fim de instaurar um ambiente de análise e hábito de trabalho em conjunto. Complementando as considerações, o citado documento frisou que o Instituto a ser criado convergiria esforços no estudo e solução dos problemas de Segurança Nacional, mediante um método de análise e interpretação dos fatores políticos, econômicos, diplomáticos e militares, que condicionam o Conceito Estratégico Nacional em um espaço de ampla compreensão entre os grupos nele representados.
Assim, pela Lei Nº 785, de 20 de agosto de 1949, foi criada a Escola Superior de Guerra, um Instituto de Altos Estudos, diretamente subordinada ao Ministro de Estado Chefe do Estado-Maior das Forças Armadas, destinada a desenvolver e a consolidar os conhecimentos necessários ao exercício de funções de assessoramento e direção superior e para o planejamento do mais alto nível. Inicialmente, apenas para militares, para em seguida incorporar aos seus quadros setores da elite nacional para juntos, civis e militares, estudarem o Brasil.
Em 15 de março de 1950, iniciou-se o ano letivo da primeira turma da ESG, sendo a Aula Inaugural proferida pelo General César Obino, no auditório da antiga Escola Técnica do Exército, atual Instituto Militar de Engenharia (IME) e que contou com a presença do então Presidente da República, General Eurico Gaspar Dutra.
O primeiro Comandante e Diretor de Estudos, o Marechal Cordeiro de Farias, foi sucedido pelo Marechal Juarez Távora. Desde essa época foi estabelecido um sistema de rodízio, sendo a Escola comandada por oficiais-generais das três Forças Singulares.
Apesar do nome, não se tratava de uma escola voltada aos assuntos clássicos da Estratégia e da Tática. Seus estudos são voltados para a política, sendo que seu principal curso, o Curso de Altos Estudos de Política e Estratégia, tem em seu corpo docente desta época mais da metade de civis.
Com a criação do Ministério  da Defesa, em 20 de agosto de 1999, a ESG passou a ser subordinada diretamente ao Ministro de Estado da Defesa e tem como missão desenvolver e consolidar os conhecimentos necessários para o exercício das funções de direção e planejamento da Segurança Nacional.
Na formulação e consolidação dos conhecimentos necessários ao planejamento da segurança e defesa deverão ser considerados, também, os aspectos relativos ao desenvolvimento nacional.
A Escola funciona como centro de estudos e pesquisas e tem como missão planejar, coordenar e desenvolver os cursos que são estabelecidos pelo Ministério da Defesa.